# Сан-Бонифасиу (Санта-Катарина)
Сан-Бонифасиу (порт. São Bonifácio) — муниципалитет в Бразилии, входит в штат Санта-Катарина. Составная часть мезорегиона Гранди-Флорианополис. Входит в экономико-статистический микрорегион Табулейру. Население составляет 3103 человека на 2006 год. Занимает площадь 461,301 км². Плотность населения — 6,7 чел./км².

## История
Город основан 23 августа 1962 года.

## Статистика
- Валовой внутренний продукт на 2003 составляет 21.421.847,00 реалов (данные: Бразильский институт географии и статистики).
- Валовой внутренний продукт на душу населения на 2003 составляет 6.787,66 реалов (данные: Бразильский институт географии и статистики).
- Индекс развития человеческого потенциала на 2000 составляет 0,785 (данные: Программа развития ООН).